# Robert Horstink
Robert Horstink (ur. 26 grudnia 1981 w Twello) – holenderski siatkarz, reprezentant kraju, grający na pozycji przyjmującego.

## Sukcesy klubowe
Superpuchar Holandii:
- 2000, 2001

Mistrzostwo Holandii:
- 2001, 2003

Puchar Holandii:
- 2002

Puchar Top Teams:
- 2003

Wicemistrzostwo Belgii:
- 2005, 2006

Puchar Włoch:
- 2007

Mistrzostwo Włoch:
- 2007

Superpuchar Włoch:
- 2007

Puchar CEV:
- 2011

## Sukcesy reprezentacyjne
Liga Europejska:
- 2004

Memoriał Huberta Jerzego Wagnera:
- 2007

## Nagrody indywidualne
- 2007: Najlepszy atakujący Memoriału Huberta Jerzego Wagnera